# Endangered Languages
Endangered Languages is het debuutalbum van de band The Perfect Rat.

## Tracklist
| Nr. | Titel                    | Duur |
| --- | ------------------------ | ---- |
| 1   | Clouds                   |      |
| 2   | Painted Canyons          |      |
| 3   | The Rodents Option       |      |
| 4   | Tropical Depression      |      |
| 5   | Bluebeam                 |      |
| 6   | Weightless And Blind     |      |
| 7   | The Saint Of Lost Things |      |
| 8   | Chewing Metal            |      |
| 9   | Semi Nomadic             |      |

## Bandleden
- Basgitaar – Greg Ginn
- Drum – Bill Stinson
- Gitaar – Gary Arce, Mario Lalli
- Saxofoon – Tony Atherton
- Zang – Jack Brewer

## Overige medewerkers
- Opgenomen door Ed Todd
- Design door Alejandro Villén Real, Bill Stinson
- Alle muziek (na verschillende jam sessies) door The Perfect Rat
- Tekst op "Clouds" door Florence Raush Ehlers
- Tekst op "Tropical Depression" door Dennis Cruz
- Tekst op "Bluebeam" (Gedicht: "listen To The Rain") door Scott Wannberg
- Tekst op "The Saint Of Lost Things" door Steve Abee
- Tekst op "Chewing Metal" (Gedicht: "why Do We Lose?") door Jack Brewer